# Ільяшенко Ірина Сергіївна
Ірина Сергіївна Ільяшенко — українська тренерка зі спортивної гімнастики, суддя міжнародної категорії, майстер спорту міжнародного класу. Кандидат педагогічних наук.

## Життєпис
Народилась у Києві.
У складі комплексної наукової групи працювала з жіночою збірною СРСР зі спортивної гімнастики.
У 1996—1999 рр. завідувала кафедрою гімнастики Придніпровської державної академії фізичної культури і спорту.
Неодноразово брала участь у суддівстві змагань, зокрема в Австрії, Великій Британії, Японії.
З 2001 року жіночу команду Бразилії тренував Олег Остапенок. Ірина Ільяшенко була правою рукою тренера протягом восьми років. Коли Остапенок підтвердив, що покине збірну, експрезидентка Вічелія Флоренцано і координаторка Еліана Мартінс попросили Ірину Ільяшенко зайняти його місце.
Вона дала підтвердження в той же день. Конфедерація гімнастики (CBG) підтвердила, що українка Ірина Ільяшенко буде заміною її співвітчизника Олега Остапенко, яка відповідає за відбір жіночої спортивної гімнастики в наступному олімпійському циклі (2009—2012 роки).
Нині тренерка жіночої збірної Бразилії зі спортивної гімнастики.